# Spermacoce matanzasia
Spermacoce matanzasia är en måreväxtart som först beskrevs av Ignatz Urban, och fick sitt nu gällande namn av Attila L. Borhidi. Spermacoce matanzasia ingår i släktet Spermacoce och familjen måreväxter.
Artens utbredningsområde är Kuba. Inga underarter finns listade i Catalogue of Life.